# Маланка Медиа
Маланка Медиа (англ. Malanka Media) — белорусское интернет-СМИ, созданное летом 2020 года для освещения социально-политической ситуации в стране. В феврале 2023 года Министерство внутренних дел Республики Беларусь признало его экстремистским формированием.

## История
Проект был задуман в июне 2020 года на фоне белорусских протестов с целью освещения новостей из Беларуси, а также разработки аналитических программ и документальных фильмов. Основателем медиа выступил Павел Маринич. В первоначальный состав команды вошли пострадавшие в ходе событий августа 2020 года, журналисты независимых изданий, новички в области видеопроизводства и специалисты с опытом работы в государственных медиа.
В 2021 году штат сотрудников увеличился до 12 человек, а количество подписчиков на YouTube-канале достигло 100 тысяч за первый год работы. Проект работал на пожертвованиях читателей, средствах белорусской диаспоры и грантах европейских фондов.
В сентябре 2023 года «Маланка» объявила о намерении совместно с Еврорадио создать телеканал под рабочим названием «Belarus Today».
В ноябре 2024 года было объявлено о приостановке обновлений сайта и Telegram-канала. Это решение было вынужденным и связано с прекращением финансирования проекта со стороны основного донора. Фонд солидарности BYSOL сообщил о начале кампании по сбору средств в размере 20 тысяч евро для возобновления работы издания. Собранные средства планировалось направить на обеспечение функционирования веб-сайта в течение пяти месяцев, а также на оплату труда четырёх сотрудников.

## Политическое преследование
В 2022 году интернет-страницы проекта «Маланка Медиа» признали экстремистскими материалами.
15 февраля 2023 года Министерство внутренних дел Республики Беларусь признало «Маланку» экстремистским формированием. В материалах провластных изданий это решение объяснялось «публичными призывами к санкциям, организацией деятельности и подготовкой посягательств на суверенитет и общественную безопасность Республики Беларусь».
20 марта 2024 года в минской квартире основателя издания Павла Маринича был проведён обыск. О причинах проведения обыска официальная информация не сообщалась.